# Брейк, Ричард
Ричард Колин Брейк (англ. Richard Colin Brake; род. 30 ноября 1964) — британо-американский актёр.

## Ранняя жизнь
Брейк родился в Истард Минахе, Хенгоиде, Уэльсе, Великобритании, в семье англичан, и вырос в штатах Северной Каролине, Коннектикуте, Джорджии, Теннесси и Огайо. Он поступил в Western Reserve Academy в Гудзоне, Огайо, и тренировался в The Science of Acting под контролем основателя техники и учредительного директора Академии наук актёрства и режиссуры Сэма Когана.

## Актёрская карьера
Появившись во многих постановках (включая краткие появления в «Холодной горе» и «Мюнхене»), Брейк достиг своей первой значительной роли Джо Чилла в фильме Кристофера Нолана «Бэтмен: Начало». В этом фильме (как и во многих версиях о Бэтмене) его персонаж является преступником, который убил родителей Брюса Уэйна, эффективно направив его на путь становления Бэтмена.
В след за этим Брейк появился в роли Портмана в «Doom», c Карлом Урбаном и Скалой. Затем он сыграл злодея Бобби Де Уитта в «Чёрной орхидее». В фильме 2007 года «Ганнибал: Восхождение» снялся в роли Дортлиха, одного из военных преступников, который убивает сестру Ганнибала Лектера.
Брейк изобразил капитана эйнхерии в фильме 2013 года «Тор 2: Царство тьмы».

## Личная жизнь
У Брейка и у его бывшей жены есть двое сыновей: Райан (род. 1999) и Генри (2002).

## Фильмография

### Фильмы
| Год  | Название                           | Ориг. название               | Роль                      | Примечания |
| ---- | ---------------------------------- | ---------------------------- | ------------------------- | ---------- |
| 1994 | Машина смерти                      | Death Machine                | Скотт Ридли               |            |
| 2003 | Холодная гора                      | Cold Mountain                | Ним                       |            |
| 2005 | Бэтмен: Начало                     | Batman Begins                | Джо Чилл                  |            |
| 2005 | Doom                               | Doom                         | Портман                   |            |
| 2005 | Мюнхен                             | Munich                       | агрессивный американец    |            |
| 2006 | Чёрная орхидея                     | The Black Dahlia             | Бобби Деуитт              |            |
| 2007 | Ганнибал: Восхождение              | Hannibal Rising              | Энрикас Дортлих           |            |
| 2008 | Адский бункер                      | Outpost                      | Прайр                     |            |
| 2009 | Хэллоуин 2                         | Halloween II                 | Гэри Скотт                |            |
| 2011 | Подходящий день, чтобы сделать это | Good Day for It              | Норман Тирус              |            |
| 2011 | Воды слонам!                       | Water for Elephants          | Грейди                    |            |
| 2013 | Советник                           | The Counselor                | второй человек            |            |
| 2013 | Тор 2: Царство тьмы                | Thor: The Dark World         | капитан эйнхерии          |            |
| 2015 | Kingsman: Секретная служба         | Kingsman: The Secret Service | дознаватель               |            |
| 2015 | Шпион                              | Spy                          | террорист Дудаев          |            |
| 2016 | 31                                 | 31                           | Рок                       |            |
| 2017 | Смерть Сталина                     | The Death of Stalin          | Тарасов                   |            |
| 2018 | Мэнди                              | Mandy                        | химик                     |            |
| 2018 | Братья Систерс                     | The Sisters Brothers         | Рекс                      |            |
| 2019 | Трое из ада                        | 3 From Hell                  | Уинслоу Фоксуорт Колтрейн |            |
| 2020 | Дрожь земли: Остров крикуна        | Tremors: Shriker Island      | Билл                      |            |
| 2022 | Эра выживания                      | Vesper                       | Дарий                     |            |
| 2022 | Варвар                             | Barbarian                    | Фрэнк                     |            |
| 2022 | Призрачный патруль 2 (Eng)         | Mayor Otis Clairborne        | Отис Клэрборн             |            |

### Телесериалы
| Год              | Название                      | Ориг. название                     | Роль              | Примечания                                                                     |
| ---------------- | ----------------------------- | ---------------------------------- | ----------------- | ------------------------------------------------------------------------------ |
| 1993             | Дживс и Вустер                | Jeeves and Wooster                 | репортёр          | эпизод: «Lady Florence Craye Arrives in New York (or, the Once and Future Ex)» |
| 2009             | Секретные агенты              | M.I.High                           | Джорджи           | эпизод: «Family Tree»                                                          |
| 2009             | Морская полиция: Лос-Анджелес | NCIS: Los Angeles                  | Джон Бординэй     | эпизод: «Ambush»                                                               |
| 2013             | Город гангстеров              | Mob City                           | Терри Мандел      | 5 эпизодов                                                                     |
| 2014             | Активы                        | The Assets                         | агент Уотерс      | эпизод: «Trip to Vienna»                                                       |
| 2014—2015        | Игра престолов                | Game of Thrones                    | Король Ночи       | 2 эпизода                                                                      |
| 2015             | Гримм                         | Grimm                              | Найджел Эдмунд    | эпизод: «Bad Luck»                                                             |
| 2015             | Палач-бастард                 | The Bastard Executioner            | барон Эдвин Прайс | 3 эпизода                                                                      |
| 2016             | Беовульф                      | Beowulf: Return to the Shieldlands | Арак              | эпизод 8                                                                       |
| 2016             | Рэй Донован                   | Ray Donovan                        | Влад              | 2 эпизода                                                                      |
| 2016             | Нашествие варваров            | Barbarians Rising                  | Гейзерих          | эпизод: «Ruin»                                                                 |
| 2016             | Острые козырьки               | Peaky Blinders                     | Антон Каледин     | 1 эпизод                                                                       |
| 2017             | Сверхъестественное            | Supernatural                       | Лютер Шрайк       | эпизод 8: «The Scorpion and the Frog»                                          |
| 2020             | Мандалорец                    | The Mandalorian                    | Валин Хесс        | 2 сезон 7 эпизод «The Believer»                                                |
| 2021—наст. время | Мэр Кингстауна                | Mayor of Kingstown                 | Мерл Кэллахан     |                                                                                |

### Видеоигры
| Год  | Название | Роль | Примечания |
| ---- | -------- | ---- | ---------- |
| 2005 | Juiced   | TK   | озвучка    |

### Видеоклипы
| Год  | Группа | Песня              | Роль                        |
| ---- | ------ | ------------------ | --------------------------- |
| 2006 | Muse   | Knights of Cydonia | шериф барон Клаус Роттингем |